# William Berwald
William Berwald   (Schwerin, 26 de desembre de 1864 - Loma Linda, 8 de maig de 1948) William Henry Berwald va ser un compositor i director d'orquestra nord-americà d'origen alemany. Va publicar unes 400 composicions i va guanyar nombrosos premis, com ara la "Manuscript Music Society" el 1901, la medalla d'or Clemson el 1913, el premi "Prosser Etude" el 1915 i el premi "Estey Organ Prize" el 1928. Entre les seves obres hi ha peces pedagògiques per a piano.

## Biografia
Berwald va estudiar contrapunt amb Josef Rheinberger. Va treballar com a professor a Stuttgart abans d'emigrar als Estats Units. Va ensenyar a la Universitat de Syracuse durant 52 anys i els seus treballs es conserven als arxius de l'escola. De 1922 a 1925 va ser director de l'Orquestra Simfònica de Siracusa. Entre els seus alumnes notables van ser Halsey Stevens i Paul Cooper.